# Пітергед (футбольний клуб)
«Пітергед» (шотл. Peterhead) — професійний шотландський футбольний клуб з міста Пітергед. Виступає у шотландській Першій лізі як член Шотландської професійної футбольної ліги. Домашні матчі проводить на стадіоні «Белмур», який вміщує 3 150 глядачів.

## Короткі відомості
Традиційними суперниками «Пітергеда» вважається клуб «Фрейзербург», проте рівень цього суперництва знизився після переходу «Пітергеда» до Шотландської футбольної ліги. Наразі найпринциповішим суперником команди є «Елгін Сіті». Найбільшим здобутком клубу вважається нічия 2-2 з «Рейнджерс», яка була виборота в Третьому дивізіоні ШФЛ на початку сезону 2012-13.